# Regueras de Abajo
Regueras de Abajo es una localidad del municipio de Regueras de Arriba, en la provincia de León, Comunidad Autónoma de Castilla y León (España).

## Situación
Se encuentra al S de su capital (Regueras de Arriba), apenas 650 metros separan ambas localidades.
Otros lugares cercanos son:
- Al E Azares del Páramo
- Al S San Martín de Torres
- Al O La Bañeza
- Al N Regueras de Arriba

## Evolución demográfica
| 2000 | 2001 | 2002 | 2003 | 2004 | 2005 | 2006 | 2007 | 2008 | 2009 | 2010 | 2011 | 2012 |
| 110  | 108  | 106  | 106  | 107  | 109  | 109  | 112  | 111  | 106  | 103  | 112  | 106  |

- Datos: Q6104464